# Horst Gehann

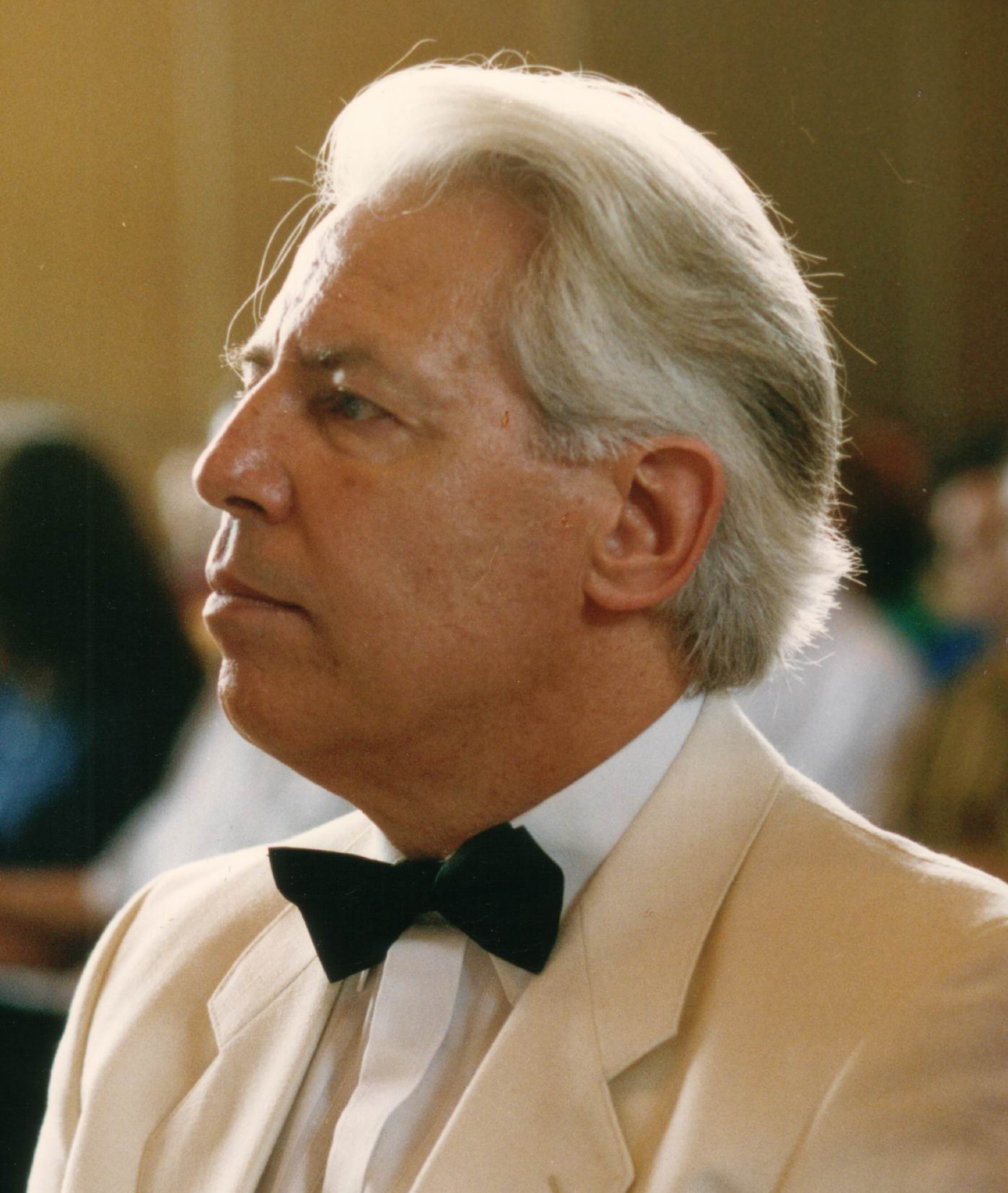
Horst Gehann

Horst Gehann (* 27. November 1928 in Frankfurt am Main; † 21. Juni 2007 in Kludenbach) war ein deutscher Dirigent, Komponist, Konzertorganist, Cembalist und Musikverleger.
Durch die Herkunft der Eltern (Siebenbürger Sachsen), die 1937 nach Rumänien zurückgekehrt waren, verbrachte Horst Gehann Kindheit und Jugend vorwiegend in Siebenbürgen. Seine musikalische Ausbildung erhielt er an der Musikschule in Reichenberg (Tschechoslowakei), dann bei F.X. Dressler (einem Schüler des Thomaskantors Karl Straube) in Hermannstadt, V. Bickerich (einem Schüler F. Heitmanns) in Kronstadt, Komposition in Bukarest bei M. Jora (einem Schüler Max Regers). Die Solistenprüfung für Orgel absolvierte er 1955 in Bukarest. Er spielte bevorzugt auf den meist original erhaltenen Barockorgeln Siebenbürgens.  Neben seinen Konzerttätigkeiten unterrichtete er Kirchenmusik am Orthodoxen Theologischen Seminar in Bukarest. Während der Ceauşescu-Diktatur sah er sich vielfältiger politischer Diskriminierung ausgesetzt. Er konnte einige Jahre nicht in seinem Beruf arbeiten, sodass er an Auswanderung dachte. 1972 konnte Gehann mit Hilfe von Bundespräsident Gustav Heinemann in die Bundesrepublik Deutschland übersiedeln. In Darmstadt übernahm er eine Lehrstelle für Kirchenmusik am adventistischen Theologischen Seminar Marienhöhe in Darmstadt, in die 1984 seine Tochter Angela Gehann-Dernbach nachfolgte.
Im Rahmen seiner internationalen Tätigkeit als Konzertorganist und Dirigent entstanden zahlreiche Rundfunk- und Schallplatten-Einspielungen. Er war Mitglied des Deutschen Komponistenverbandes und der GEMA.
Horst Gehann gründete 1980 das Kammerorchester Pro Musica, Darmstadt, und 1981 den Bach-Chor Darmstadt, mit dem er neben dem Bach-Werke-Zyklus (bis 2005: 107 Konzerte) regelmäßig Oratorienaufführungen in Zusammenarbeit mit verschiedenen Symphonieorchestern, vor allem aus Osteuropa, im Sinne grenzüberschreitender Pflege des gemeinsamen europäischen Kulturerbes durchführte.
1987 gründete er den Gehann-Musik-Verlag, dessen Schwerpunkt bei der Musik deutscher Komponisten aus Südosteuropa liegt.
2006 gab er aus gesundheitlichen Gründen die Leitung des Bach-Chores und des Kammerorchesters Pro Musica an seine Tochter Angela Gehann-Dernbach ab.
Er war Vorsitzender der Baußnern-Gesellschaft und stellvertretender Vorsitzender der Gesellschaft für deutsche Musikkultur im südöstlichen Europa und war darüber hinaus in verschiedenen anderen musikalischen Institutionen als Vorsitzender tätig.
Gehann komponierte Kammermusik, Werke für Chor a cappella, Orgel, Klavier und Gesang. Seine Werke erschienen bei Breitkopf & Härtel, bei Hänssler, sowie im Saatkorn- und Advent-Verlag und seinem eigenen Gehann Musik Verlag.
Horst Gehann erlag am 21. Juni 2007 in Kludenbach einem Krebsleiden. Er hinterließ eine Frau und zwei Kinder. Die Kinder führen den Verlag weiter.